# Marco Terêncio Varrão
Marco Terêncio Varrão (em latim Marcus Terentius Varro; Rieti, península Itálica, 116 a.C. – 27 a.C.), filósofo e antiquário romano de expressão latina. Estudou em Roma. 
De suas estimadas quinhentas obras, salvaram-se apenas uma completa: De re rustica (Das coisas do campo), e outra incompleta: De lingua Latina (Sobre a língua latina). Sua obra foi usada como material de pesquisa por diversos eruditos posteriores, incluindo Mário Sérvio Honorato, Aulo Gélio, Macróbio, Solino e Plínio, o Velho. 
O pensamento de Varrão é mais conhecido através de Cícero. E é possível encontrar também algo em Santo Agostinho.

## Teologia natural
Autor de Antiquitates rerum humanarum et divinarum, no qual distingue três gêneros de teologia: a "mítica", narrada por poetas; a "política", relativa às instituições e cultos do Estado; e a "natural", sobre a natureza do divino tal como se manifesta na natureza da realidade.

## Microbiologia
Varrão teria sido o primeiro estudioso a apresentar uma teoria sobre a existência de micro-organismos, micróbios, germes, os quais eram animais muito pequenos, imperceptíveis ao olho humano, que entrariam no corpo humano via nariz e boca, causando diversas doenças. Essa teoria não pôde ser confirmada na sua época (~90 a.C).
Cuidados extras devem ser tomados perto de pântanos, pelas razões anteriores, e por causa de certas criaturas minúsculas, que não podem ser vistas pelos olhos, que flutuam no ar e entram no corpo pela boca e nariz, e causam sérias doenças

## Obras[4]
Annales
Antiquitates rerum humanarum et divinarum
De diis selectis
De familiis Troianis
De gente populi Romani
De lingua Latina (Sobre a língua latina)
De vita sua
Epistulae
Grammatica
Historica
Logistorici
Menippeae saturae
Philosophica
Res rusticae (As Coisas do Campo)
Res urbanae
† Sententiae